# CU Landbrug
CU Landbrug ApS er en dansk landbrugsvirksomhed med hovedkvarter på ejendommen Krogenskær ved Brønderslev. Virksomheden er ejet af Christian Riisberg Ulrich og det nuværende selskab blev etableret i 2017. Sønnen Christoffer Ulrich tager del i ledelsen, og sammen driver de flere selskaber fra gården Krogenskær. 
På gården er der planer om at opføre et stort biogasanlæg under navnet Biopark Brønderslev.
CU Landbrug driver 1.600 hektar planteavl. De har produktion af slagtesvin og i 2019 sendte de 83.000 grise (heraf 8.400 økologiske) til slagtning på danske slagterier.